# Prix Montyon
Prix Montyon kallas tre priser som instiftades av Jean-Baptiste de Montyon och som utdelas av Franska akademien och Franska vetenskapsakademin.
1. Prix de vertu
2. Prix littéraire
3. Prix scientifique

## Pristagare i urval
- Jean Guénisset (1820)
- François-Xavier-Joseph Droz (1823)
- Antoine Germain Labarraque (1825)
- Alexis de Tocqueville (1835)
- Hector Malot (1878)
- George Henry Corliss (1879)
- Jacques-Arsène d'Arsonval (1882)
- Louis Fréchette
- Charles Thomas Jackson
- Jean-Henri Fabre
- François Marie Galliot (1895)
- Charles Nicolle (1909, 1912, 1914)
- André Giroux (1949)
- Nicolas Minorsky (1955)
- Charles-Nicolas Peaucellier